# Dugattyúhatás
A dugattyúhatás a mozgó járművek által egy alagútban vagy aknában okozott kényszerített légáramlást jelenti. Ez egyike azon számos jelenségnek, amelyet a mérnököknek és a tervezőknek figyelembe kell venniük a különböző szerkezetek fejlesztése során.

## Ok

A dugattyúhatást bemutató ábra, amint egy jármű áthalad egy alagúton

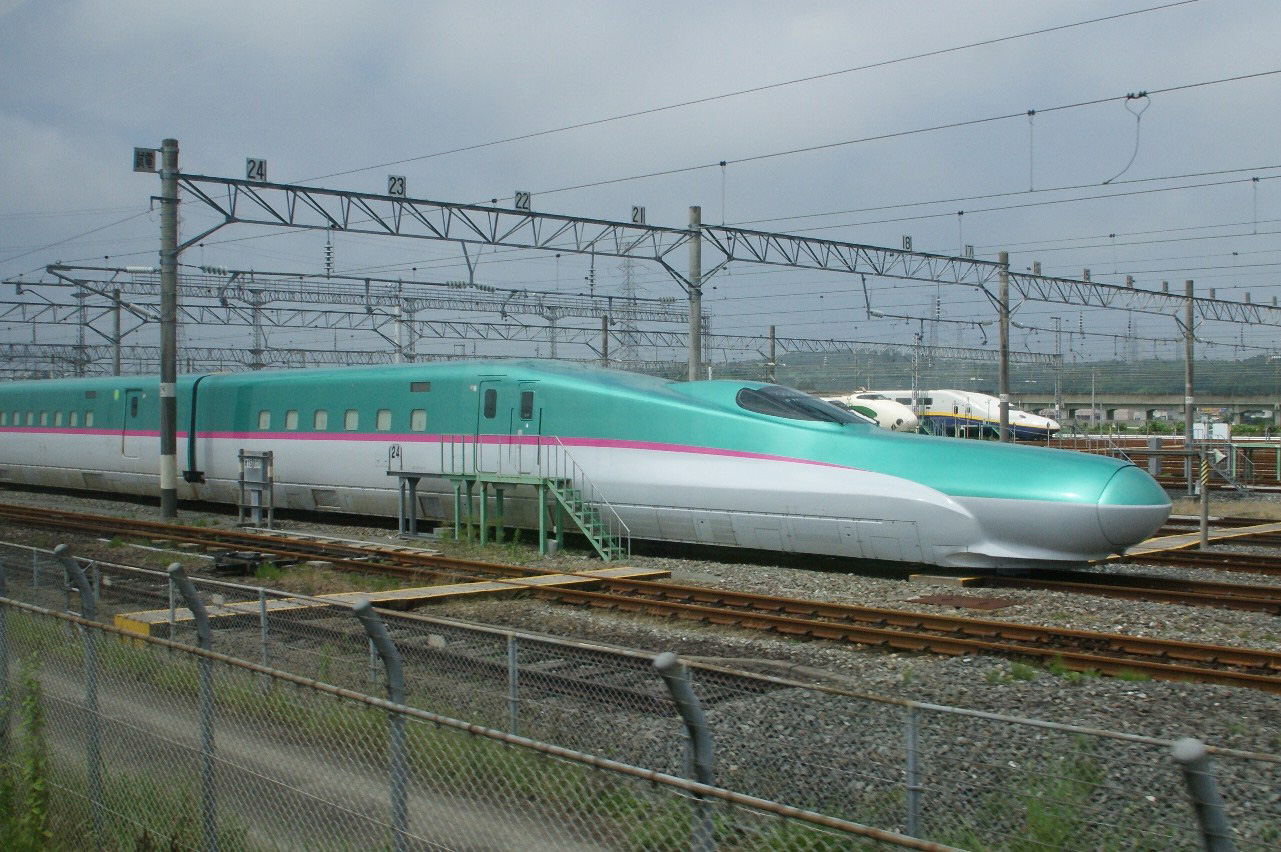
A japán E5 sorozatú Sinkanszen hosszúkás orrát a dugattyúhatás ellensúlyozására tervezték ilyen formájúra

A szabad levegőn, amikor egy jármű halad, a félretolt levegő bármilyen irányba elmozdulhat, kivéve a talajba. Egy alagút belsejében a levegőt az alagút falai korlátozzák, hogy az alagút mentén mozogjon. A mozgó jármű mögött, ahogy a levegő eltolódott, szívóhatás jön létre, és a levegőt az alagútba áramláshoz húzza. Ezenkívül a folyadék viszkozitása miatt a jármű felülete a járművel együtt áramló levegőt is magával rántja, amit a jármű közegellenállásként érzékel. A levegőnek a jármű által történő mozgása a dugattyú működéséhez hasonló, mint a dugattyús kompresszoros gázszivattyúban, innen a "dugattyúhatás" elnevezés. A hatás hasonlít a vízelvezető csövekben fellépő nyomásingadozáshoz is, amikor a szennyvíz levegőt tol maga előtt.

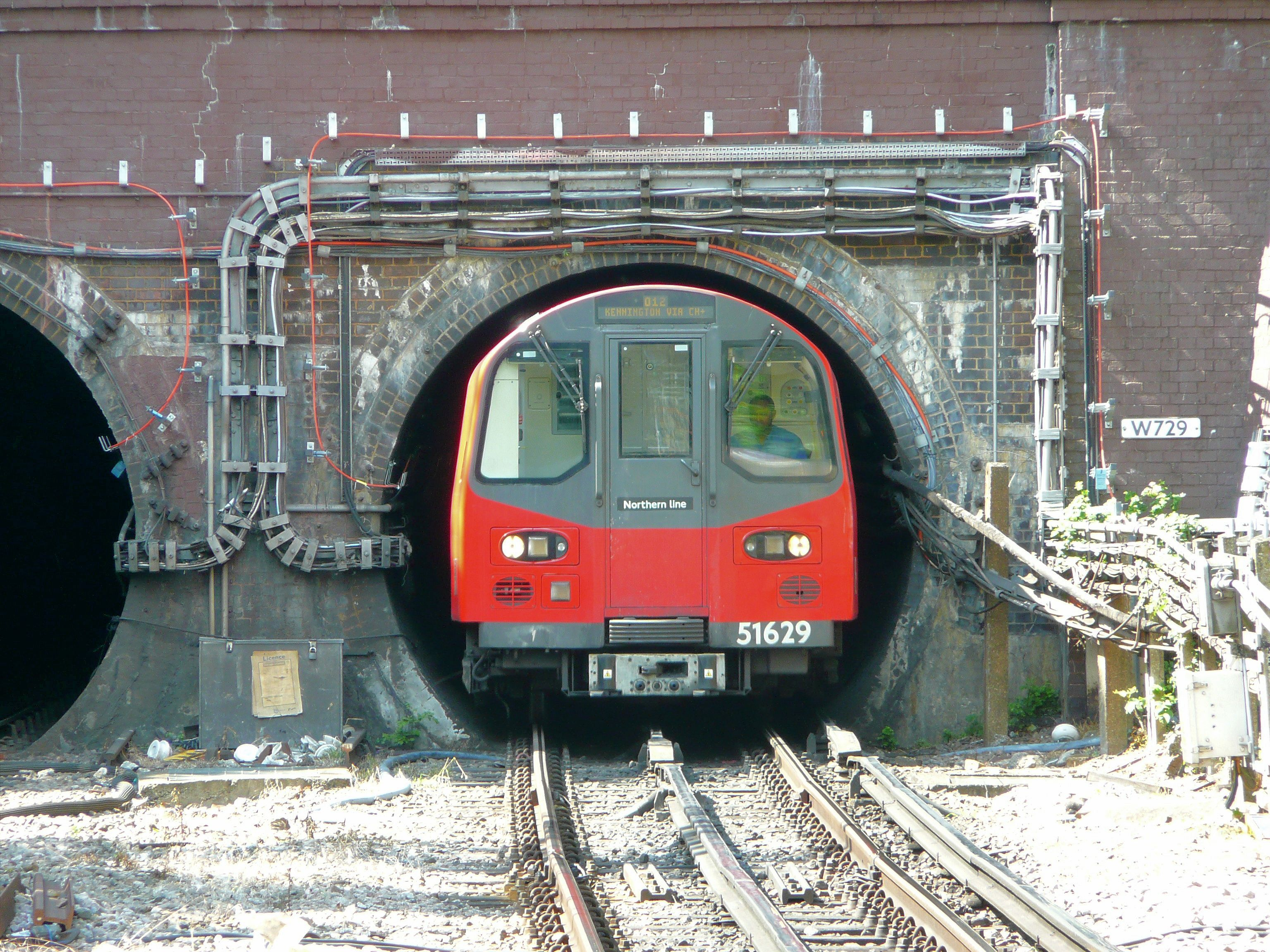
A vonat és az alagút közötti távolság gyakran kicsi. A londoni metró szerelvénye épp kilép a szűk alagútból

A dugattyúhatás nagyon jelentős a vasúti alagutakban, mivel a vonatok keresztmetszete nagy, és sok esetben szinte teljesen kitölti az alagút keresztmetszetét. A metróperonokon (ahol nincsenek peronvédő ajtók felszerelve) az utasok által a vonat közeledésekor érzett szél a dugattyúhatásból eredő légáramlás. A hatás kevésbé kifejezett a közúti járműalagutakban, mivel a jármű keresztmetszete kicsi az alagút teljes keresztmetszetéhez képest. Az egyvágányú alagutakban tapasztalható a legnagyobb hatás, de a gördülőállomány és az alagút közötti távolság, valamint a vonat elejének alakja is befolyásolja az erősségét.
A dugattyúhatás okozta légáramlás nagy erőket gyakorolhat az alagút belsejében lévő berendezésekre, ezért ezeket a berendezéseket gondosan kell megtervezni és megfelelően kell beépíteni. Néha visszacsapó csappantyúkra van szükség, hogy megakadályozzák a szellőzőventilátorok e légáramlás okozta leállását.

## Alkalmazása
A dugattyúhatást az épületek tervezőinek figyelembe kell venniük a felvonóaknán belüli füstmozgással kapcsolatban. A mozgó felvonókabin kiszorítja az előtte lévő levegőt az aknából, és levegőt húz a mögötte lévő aknába, a hatás leginkább az egy aknában gyorsan mozgó kocsival rendelkező felvonórendszerekben jelentkezik. Ez azt jelenti, hogy tűz esetén a mozgó felvonó füstöt nyomhat az alsóbb szintekre.
A dugattyúhatást használják az alagút szellőztetésében. A vasúti alagutakban a vonat az előtte lévő levegőt az előtte lévő legközelebbi szellőzőakna felé nyomja ki, a mögötte lévő legközelebbi szellőzőaknából pedig levegőt szív az alagútba. A dugattyúhatás közúti járműalagutakban is segítheti a szellőzést.
A földalatti gyorsvasutaknál a dugattyúhatás hozzájárul a szellőzéshez, és bizonyos esetekben elegendő légmozgást biztosít ahhoz, hogy szükségtelenné tegye a mechanikus szellőzést. A szélesebb, több vágányt tartalmazó állomásokon a levegő minősége változatlan marad, sőt javulhat, ha a mechanikus szellőzést kikapcsolják. Az egyetlen alagúttal rendelkező keskeny peronokon azonban romlik a levegő minősége, ha a szellőzés kizárólag a dugattyúhatásra támaszkodik. Ez még mindig lehetővé teszi a potenciális energiamegtakarítást, ha lehetőség szerint a dugattyúhatást használjuk ki a mechanikus szellőztetés helyett.

## Alagútbumm

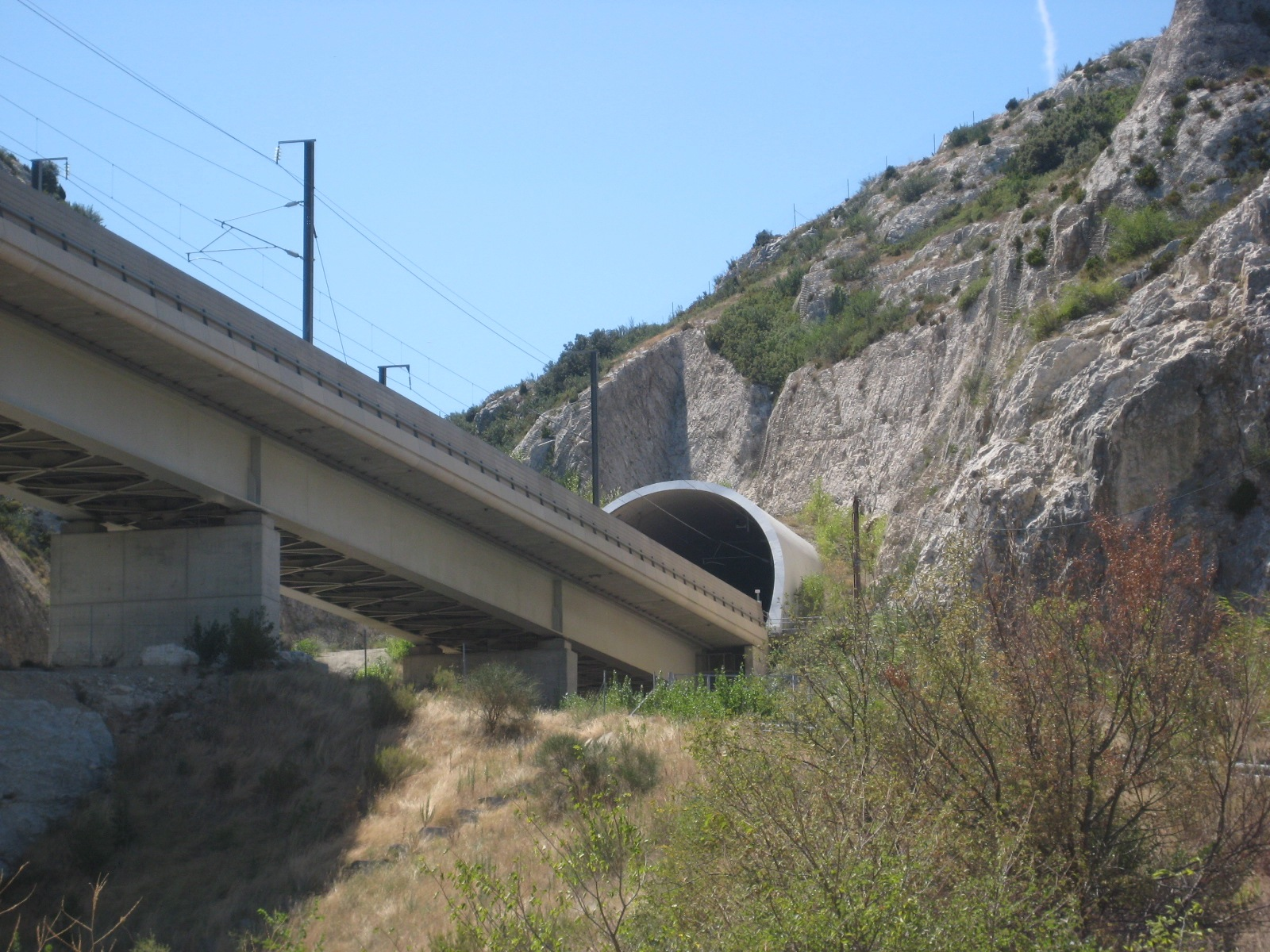
Egy alagút a francia nagysebességű TGV-hálózatán bejárati csuklyával, amely az alagútbummot mérsékli

Az alagútbumm a nagysebességű vonatok által az alagutakba való behajtáskor néha keltett hangos bumm. Ezek a lökéshullámok zavarhatják a közelben lakókat, és károsíthatják a vonatokat és a közeli építményeket. Az emberek ezt a hangot a szuperszonikus repülőgépek hangrobbanásához hasonlóan érzékelik. A hangrobbanástól eltérően azonban az alagútbummot nem a hangsebességet meghaladó vonatok okozzák. Ehelyett az alagútbummot az alagút szerkezete okozza, amely megakadályozza, hogy a vonatot körülvevő levegő minden irányba elszökjön. Amikor egy vonat áthalad az alagúton, kompressziós hullámokat hoz létre maga előtt. Ezek a hullámok lökéshullámmá egyesülnek, amely hangos bummot generál, amikor eléri az alagút kijáratát. E hullám erőssége arányos a vonat sebességének négyzetével, így a hatás sokkal kifejezettebb a gyorsabb vonatoknál.
Az alagútbumm zavarhatja az alagutak torkolatának közelében lakókat, és súlyosbodik a hegyi völgyekben, ahol a hang visszhangzik. E zavaró hatások csökkentése jelentős kihívást jelent az olyan nagysebességű vonalak számára, mint a japán Sinkanszen, a francia TGV és a spanyol AVE. Az alagútbumm a vonatok sebességének növelését korlátozó legfőbb tényezővé vált Japánban, ahol a hegyvidéki terep miatt gyakoriak az alagutak. Japán törvényben korlátozta a zajszintet 70 dB-re a lakott területeken, amelyek közé számos alagút kijárati zóna is tartozik.
Az alagútzaj csökkentésének módszerei közé tartozik a vonat profiljának aerodinamikus kialakítása, az alagutak bejárataihoz tetők hozzáadása,, perforált falak telepítése az alagút kijáratainál, és szellőzőnyílások fúrása az alagútba (hasonlóan a lőfegyverek hangtompítójának felszereléséhez, de sokkal nagyobb méretben).

## Fülpanaszok
Az utasok és a személyzet a gyors nyomásváltozások miatt fülpanaszokat tapasztalhatnak, amikor a vonat behajt az alagútba.